# Eukoenenia condei
Espèce
Eukoenenia condei est une espèce de palpigrades de la famille des Eukoeneniidae.

## Distribution
Cette espèce est endémique de Roumanie. Elle se rencontre dans la grotte Peştera cu Corali dans le Județ de Dolj.

## Étymologie
Cette espèce est nommée en l'honneur de Bruno Condé.

## Publication originale
- Orghidan, Georgesco & Sârbu, 1982 : Deux espèces nouvelles d'Eukoenenia (Arachnida, Palpigradida) vivant dans les grottes de Roumanie. Travaux du Museum d'Histoire Naturelle "Grigore Antipa", vol. 24, p. 19-27.